# Joseph N’Singa Udjuu
Joseph N’singa Udjuu Ongwabeki Untube (Nsontin, 29 de septiembre de 1934-24 de febrero de 2021) fue un político congoleño. Ocupó el cargo de Primer Comisionado del Estado del Zaire del 23 de abril de 1981 al 5 de noviembre de 1982. De 1966 a 1969, también fue ministro de Justicia.

## Biografía
Joseph N'singa nació el 29 de septiembre de 1934 en Nsontin en la provincia de Bandundu. Estudió en la Universidad Lovanium. Estuvo en 1967 con Justin Bomboko y Étienne Tshisekedi en la creación del Movimiento Popular Revolucionario (MPR), el Partido-Estado que consolidó todos los poderes en Mobutu. En 1966, fue designado ministro de Justicia, para luego convertirse en ministro del Interior en 1969. Fue primer comisionado de Estado (primer ministro) de abril de 1981 a noviembre de 1982. En 1986, se convirtió en comisionado de Estado de Justicia, entonces equivalente al de Ministerio de Justicia. Volvió a ser ministro de Justicia de 1995 a 1997. En abril de 1997, formó parte del gobierno de Likulia Bolongo como ministro de Planificación y Reconstrucción Nacional, antes de exiliarse en Sudáfrica.
A su regreso del exilio bajo las gracias de M'zée Laurent-Désiré Kabila, será elegido diputado nacional en 2006. En la Asamblea Nacional actúa como relator de la comisión político-judicial. Luego de las elecciones de 2006 y 2011, antes de comenzar las próximas programadas para diciembre de 2018, vemos que existe una gran desconfianza entre las fuerzas políticas y la Comisión Nacional Electoral e Independiente (CENI), institución encargada de organizar las elecciones. Esta desconfianza también se manifiesta con respecto al Poder Judicial a riesgo de que todos quieran hacerse justicia.
Cette situation, si elle persiste, elle est susceptible d'entrainer des contestations dans tous les sens car au sein même de la population le pouvoir judiciaire a perdu à ce jour toute crédibilité et la classe politique validera difficilement les décisions de la CENI avant et après las elecciones. Para evitar deslizamientos, el jefe de Estado debe pensar seriamente y colocar a un hombre competente y experimentado que ya ha demostrado su valía en el pasado para administrar mejor la justicia y los derechos humanos en la República Democrática del Congo. ¿Por qué no personajes de la estatura de Joseph N'singa UDJUU, que acaba de regresar a Kinshasa después de pasar 6 meses con los habitantes de Mai Ndombe? El hombre parece muy en forma. Se ha probado y asegura durante sus 55 años de carrera política. Siempre que ha manejado la justicia, la calidad del trato de los magistrados y las condiciones carcelarias nunca han sido cuestionadas por la opinión internacional, y mucho menos por la opinión nacional.